# Cei 8 odioși
Cei 8 odioși (titlu original: The Hateful Eight) este un film american western de mister din 2015 scris și regizat de Quentin Tarantino. Rolurile principale au fost interpretate de actorii Samuel L. Jackson și Kurt Russell.

## Acțiune
Filmul este structurat pe șase capitole, cu o pauză de 10–15 minute între capitolele al treilea și al patrulea.

### Capitolul I: Ultima diligență spre Red Rock
La câțiva ani după Războiul Civil American, într-un peisaj de iarnă din Wyoming, vânătorul de recompense John Ruth și prizoniera sa, Daisy Domergue, călătoresc cu diligența spre orășelul Red Rock, unde Ruth o va duce în fața justiției pe Daisy pentru a fi spânzurată pentru crimă. De-a lungul drumului, maiorul Marquis Warren (un alt vânător de recompense) îl oprește și negociază transportul său spre Red Rock, împreună cu cadavrele a trei infractori pe care îi ucisese pentru recompensă. Deși el și Marquis se cunosc din trecut și sunt în relații amicale, Ruth se teme de oricine care ar putea să-i elibereze sau să-i fure prizoniera pe capul căreia fusese pusă o recompensă foarte mare. Totuși, el decide să-l primească în trăsura de diligență, cu condiția ca el să-și lase armele la vizitiul O.B. Pe drum, Ruth își amintește că Warren are o scrisoare primită de la Abraham Lincoln și îi cere să o citească din nou.

### Capitolul II: Ticălosul
Diligența cu care călătoresc Ruth și Warren este oprită și de Chris Mannix, un om care pretinde a fi noul șerif din orășelul Red Rock. După ce Warren și Ruth se înțeleg să-și protejeze reciproc potențialele recompense, iar Ruth îi returnează lui Warren arma în urma acordului, cei doi îl primesc pe Mannix în diligență cu condiția ca și el să își lase armele la vizitiu. Mannix vorbește cu un accent din Sud și se dovedește a fi fiul fostului conducător al unei grupări paramilitare confederate care a terorizat negrii din Sudul SUA după terminarea Războiului Civil. Întrucât Warren este negru și veteran de război din Nord, iar Ruth este un declarat simpatizant unionist, între Mannix și tovarășii săi de drum apar animozități, cu atât mai mult cu cât Marquis Warren personal dobândise în război notorietate prin evadarea dintr-un lagăr de prizonieri, soldată cu zeci de morți de ambele tabere, și care i-a adus înlăturarea din armată.

### Capitolul III: Galanteria lui Minnie
Prins din urmă de viscolul pe care gonea să-l evite, grupul decide să poposească la „Galanteria lui Minnie”, un refugiu șubred și sărăcăcios. Spre surprinderea lui Warren, la refugiu sunt primiți de un mexican, care se recomandă ca „Bob” și care le spune că a fost lăsat de Minnie să îngrijească refugiul cât timp ea este plecată peste munți la mama . În refugiu se află deja un englez care se prezintă drept Oswaldo Mobray, călăul din Red Rock; cowboy-ul Joe Gage, un personaj tăcut care se declară în drum spre mama sa; și fostul general confederat Stanford Smithers. Ruth își declară de la bun început bănuiala că cineva vrea să-l priveze de recompensă, îi dezarmează pe toți cu excepția lui Warren, și continuă să o țină pe Daisy încătușată de mâna sa. Warren devine la rândul lui suspicios, bănuielile lui fiind îndreptate către gazda Bob. 
Ruth este dezamăgit să afle că scrisoarea de la Lincoln este un fals, ticluit de Warren pentru a fi mai respectat între albi. Mannix își exprimă admirația față de Smithers și faptele lui de arme, acesta la rândul său lăundându-l pe tatăl lui Mannix. Warren își amintește însă de crimele de război ale lui Smithers, care executase prizonieri de război negri. El îi pune generalului la dispoziție un pistol, după care îl provoacă, descriindu-i cum l-a omorât pe fiul acestuia care venise în munți să-l captureze pentru recompensă. Smithers încearcă să ia pistolul, iar Warren îl ucide în autoapărare.

### Capitolul IV: Domergue are un secret
După pauza de 15 minute, filmul se reia tot după 15 minute din acțiune. Povestitorul relatează că între timp spiritele s-au calmat, iar O.B. a scos cadavrul generalului din refugiu, numai că înainte, în timp ce toți erau atenți la discuția dintre Warren și general, iar Bob cânta „Silent Night” la pian, cineva a otrăvit cafeaua, acțiune la care Daisy Domergue a fost martoră. Ruth și O.B. mor vomând sânge, iar Warren îi pune pe toți la perete sub amenințarea armei. El explică de ce știe că Bob minte, acesta făcându-se vinovat de moartea proprietarilor refugiului, și îl împușcă pe loc. Pe de altă parte, el anunță că știe că nu el a otrăvit cafeaua, întrucât el cânta la pian în acel moment. Pentru că Chris Mannix era și el aproape să bea din cafea, Warren îl scoate de sub bănuială și îi dă un pistol. Convins că asasinul încearcă să o elibereze pe Daisy, el amenință că o va împușca, iar Joe Gage recunoaște că a otrăvit cafeaua. Înainte să poată face ceva însă, Warren este împușcat de cineva de sub pardoseală, iar Mobray și Mannix se împușcă unul pe celălalt.

### Capitolul V: Cei patru pasageri
Capitolul V este un flashback care arată ce s-a întâmplat la Galanteria lui Minnie în acea dimineață: Mobray, Bob, Gage și Jody (cel de sub pardoseală) au sosit la refugiu și i-au ucis pe toți, cu excepția generalului Smithers, a cărui colaborare și-au asigurat-o, pentru mai multă credibilitate. Toți sunt membrii bandei din care face parte Daisy, care este sora lui Jody, șeful bandei. Bandiții ascund orice dovadă a carnagiului și așează pistoale în locuri ascunse în toată cabana.

### Capitolul VI: Om negru, infern alb
Deși grav răniți, Mannix și Warren îi țin sub amenințarea armei pe Gage, pe Daisy și pe muribundul Mobray. Amenințând din nou că o va executa pe Daisy, Warren îl determină pe Jody să iasă din ascunzătoare și îl execută sub privirile îngrozite ale lui Daisy. Aceasta apoi încearcă să-și negocieze scăparea, amenințându-l pe Mannix că dacă nu se întoarce la restul bandei, alți 15 membri ai ei vor veni în Red Rock să-l ucidă și să prade orașul; în schimb, ea îi oferă acestuia recompensa de pe capetele lui Mobray, Bob și ale celor trei bandiți prinși de Warren, cu condiția să o facă scăpată și să-l ucidă pe acesta.
Warren îi împușcă pe Daisy și pe Mobray în picior, iar Gage scoate un pistol ascuns și este la rândul său ucis. Spre disperarea lui Warren, Mannix pare însă să cocheteze cu ideea de a accepta înțelegerea cu Daisy, până când acesta declară că nu o crede și că nu o va cruța, pentru că și ea la rândul ei era dispusă să-l lase să moară otrăvit cu cafea. Cu toate acestea, el leșină chiar înainte de a o ucide pe Daisy. Cum Warren nu mai avea gloanțe și era imobilizat în pat de rană, Daisy începe să taie brațul lui Ruth, de care era încă încătușată. În momentul în care ajunge la pistolul lui Mannix, acesta își revine și o împușcă. În final, cei doi decid să o spânzure pe Daisy, pentru a face o formă de dreptate pentru Ruth, iar după ce aceasta moare asfixiată, cei doi răniți stau pe pat și Warren îl lasă pe Mannix să citească cu voce tare falsa scrisoare de la Lincoln.

## Distribuție
- Samuel L. Jackson - Major Marquis Warren a.k.a. "The Bounty Hunter"
- Kurt Russell - John Ruth a.k.a. "The Hangman"
- Jennifer Jason Leigh - Daisy Domergue a.k.a. "The Prisoner"
- Walton Goggins - Sheriff Chris Mannix a.k.a."The Sheriff"
- Demián Bichir - Bob (Marco the Mexican) a.k.a. "The Mexican"
- Tim Roth - Oswaldo Mobray (English Pete Hicox) a.k.a. "The Little Man"
- Michael Madsen - Joe Gage (Grouch Douglass) a.k.a. "The Cow Puncher"
- Bruce Dern - General Sanford "Sandy" Smithers a.k.a. "The Confederate"
- James Parks - O.B. Jackson
- Channing Tatum - Jody Domergue
- Dana Gourrier - Minnie Mink
- Zoë Bell - Six-Horse Judy
- Lee Horsley - Ed
- Gene Jones - Sweet Dave
- Keith Jefferson - Charly
- Craig Stark - Chester Charles Smithers
- Belinda Owino - Gemma
- Quentin Tarantino - Narator (nemenționat)[5]

## Producție
În noiembrie 2013, Quentin Tarantino declara că lucrează la un nou film, un alt western, dar că acesta nu va fi o continuare a lui Django Unchained, deși avea mai târziu să recunoască că la început a dorit să refolosească personajul Django într-un film intitulat Django în infernul alb, înainte de a realiza că personajul acesta nu se potrivește cu povestea. La 12 ianuarie 2014, s-a anunțat că titlul noului film va fi The Hateful Eight. Acesta a fost inspirat de serialele western de televiziune Bonanza, The Virginian și The High Chaparral. Tarantino declara:
„De două ori pe sezon, aceste seriale aveau un episod în care mai mulți bandiți îi luau ostatici pe personajele principale. Veneau la Ponderosa și îi luau pe toți ostatici, sau mergeau la judecătorul Garth — pe care îl juca Lee J. Cobb — din The Virginian și luau ostatici. Venea câte o vedetă să joace un rol episodic, ca David Carradine, Darren McGavin, Claude Akins, Robert Culp, Charles Bronson, sau James Coburn. Nu-mi place acțiunea de genul acesta în context modern, dar îmi place într-un western, unde jumătate din film stai să afli care e bun și care e rău, și toți au un trecut care se dezvăluie încet-încet. M-am gândit: «ce-ar fi să fac un film în care nu sunt decât personajele astea? Fără eroi, fără alde Michael Landon. Doar niște indivizi dubioși într-o cameră, toți povestind lucruri care ar putea sau nu să fie adevărate. Închide-i pe ăștia într-o cameră în timp ce afară e viscol, dă-le arme, și vezi ce se întâmplă.”

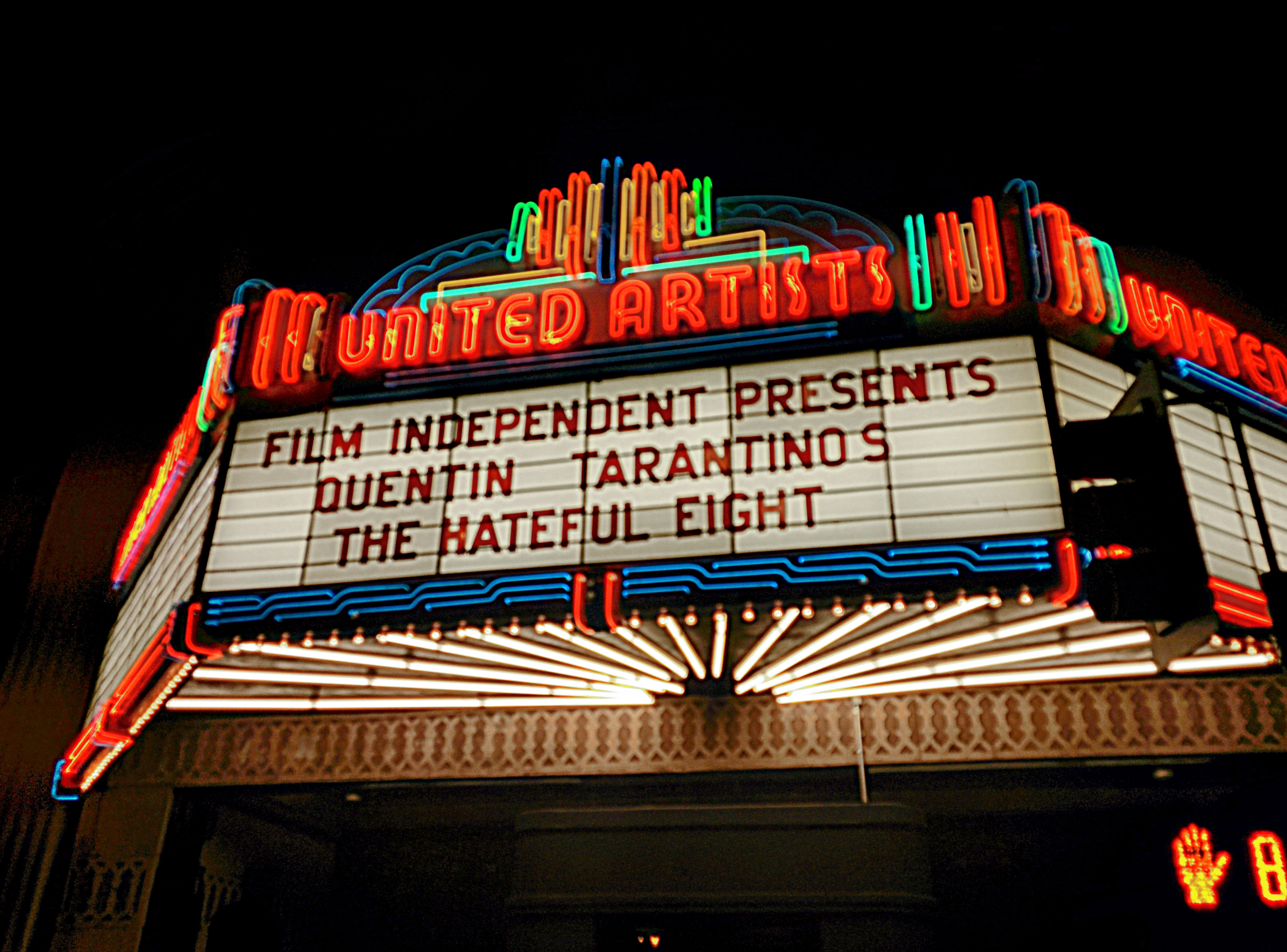
The Hateful Eight Live Reading la Ace Hotel Los Angeles, parte din serialul Live Read al LACMA, la 19 aprilie 2014

Producția urma să înceapă la jumătatea lui 2014 dar, după ce scenariul a apărut pe canale clandestine online în ianuarie 2014, Tarantino s-a gândit să-l publice în schimb sub formă de roman. El a spus că a dat scenariul câtorva colegi în care avea încredere, între care Bruce Dern, Tim Roth, și Michael Madsen. Această versiune de scenariu avea un final diferit, în care Warren și Mannix încearcă să-l omoare pe Gage obligându-l să bea cafeaua otrăvită, declanșând un schimb de focuri soldat cu moartea tuturor. Tarantino descria felul în care vede personajul Daisy Domergue ca o „Susan Atkins a Vestului Sălbatic”.
La 19 aprilie 2014, Tarantino a regizat la United Artists Theater din Ace Hotel Los Angeles o lecturare a scenariului publicat. Evenimentul a fost organizat de Film Independent de la Los Angeles County Museum of Art (LACMA) ca parte a serialului Live Read fiind introdus de Elvis Mitchell. Tarantino a explicat că se va lectura prima variantă a scenariului și a adăugat că scrie alte două variante cu finaluri diferite. Actorii care i s-au alăturat lui Tarantino au fost Samuel L. Jackson, Kurt Russell, Amber Tamblyn, James Parks, Walton Goggins, Zoë Bell, James Remar, Dana Gourrier, Dern, Roth și Madsen.

### Filmarea
Turnarea filmului urma inițial să înceapă în noiembrie 2014, dar a fost amânată pentru începutul lui 2015. Astfel, la începutul lui septembrie 2014, se știa că se va începe filmarea în ianuarie 2015. La 26 septembrie 2014, statul Colorado alocase fonduri de 5 milioane de dolari pentru producția filmului, întreaga peliculă urmând a fi filmată în sud-vestul statului Colorado⁠(en)[traduceți]. Pentru filmare, echipa de producție a primit o fermă de 365 ha. În 16 octombrie a avut loc o ședință a comisiei de planificare din comitat care a emis o autorizație de construcție pentru un platou temporar de filmare. Turnarea a început la 8 decembrie 2014, în Colorado la Ferma Schmid de lângă Telluride. Machiajele speciale ale filmului au fost creația lui Greg Nicotero⁠(en)[traduceți], cunoscut pentru activitatea sa de la serialul AMC The Walking Dead.

### Imaginea
Regizorul de imagine Robert Richardson⁠(en)[traduceți], care colaborase cu Tarantino și la Kill Bill, Inglourious Basterds și Django Unchained, a filmat The Hateful Eight pe peliculă de 65 mm⁠(en)[traduceți], folosind cu film Ultra Panavision 70⁠(en)[traduceți] și Kodak VISION 3⁠(en)[traduceți]: 5219, 5207, 5213 și 5203. Este cea mai mare peliculă filmată pe 70 mm de la Far and Away de Ron Howard din 1992. Filmul folosește lentile anamorfice⁠(en)[traduceți] cu raportul de aspect⁠(en)[traduceți] de 2.76:1, o imagine cu lățimea extrem de mare față de înălțime, utilizată la unele filme din anii 1950 și 1960. Cineaștii au evitat și să folosească tehnica digital intermediate⁠(en)[traduceți]; culoarea a fost prelucrată fotochimic de către FotoKem⁠(en)[traduceți], iar daily-urile au fost proiectate în 70mm.